# Mill Neck
Mill Neck est un village situé dans le comté de Nassau, dans l'État de New York, aux États-Unis. Rattaché à la municipalité d'Oyster Bay, il compte 997 habitants en 2010.

## Géographie
| Lattingtown   | Bayville         |                   |
| Locust Valley | Mill Neck        | Oyster Bay Harbor |
| Matinecock    | Upper Brookville | Oyster Bay        |

Mill Neck se trouve aux coordonnées 40° 53′ 20″ N, 73° 33′ 22″ O (40.888890, -73.556080), à une altitude de 43 mètres. Le point culminant du village est Mill Hill.
D'après le Bureau du recensement des États-Unis, Mill Neck s'étend sur un territoire de 7,5 km2, constitué de 6,7 km2 de terre et de 0,78 km2 (soit 11,95 %) d'eau.